# 群馬ダイヤモンドペガサス
群馬ダイヤモンドペガサス（ぐんまダイヤモンドペガサス、Gunma Diamond Pegasus）は、プロ野球独立リーグ・ベースボール・チャレンジ・リーグ（ルートインBCリーグ）に所属する群馬県のプロ野球チーム。2008年加盟。

## 概要
球団名は、「群馬」を象徴する「馬」から、「ペガサス」（天馬）を採用。また、輝きと強靱さのイメージに加え、野球において内野の4つの塁を結ぶ正方形の意味もある「ダイヤモンド」を冠した。リーグが6球団制だった2014年までは上信越地区、8球団制となった2015年からは東地区に属した。2020年シーズンは新型コロナウイルスの感染拡大の影響による開催方式の変更に伴い、福島・新潟・信濃と「中地区」を構成して、その中で信濃と「グループD」に入る形でリーグ戦を実施し、2021年も中地区に所属した。リーグが8球団体制だった2022年と2023年は北地区（North Division、2021年の中地区に相当）に所属した。地区制を取らなかった2024年を挟み、2地区制が復活した025年は再び東地区に所属する。
リーグには2年目からの参加ながら、初年度より地区優勝。以降、初代監督の秦真司が率いた2011年までの4年間は、6期連続半期優勝（当時リーグ最長記録）を含む3年連続地区優勝・4年連続地区チャンピオンシップ出場を達成した。その後、平野謙が監督に就任した2016年から2019年前期まで7期連続半期優勝を達成し、自らの記録を更新した。

### 開催球場
2013年までは、リーグの他のチーム同様本拠地球場を特に定めず、群馬県立敷島公園野球場・藤岡総合運動公園市民球場・高崎市城南野球場・伊勢崎市野球場・前橋市民球場を中心に、太田市運動公園野球場・桐生球場・渋川市総合公園野球場・本庄総合公園市民球場（埼玉県本庄市）を併用していた。発足からの6年間で、年間最多開催球場となった回数は敷島が最も多かった（4回）が、城南と藤岡もそれぞれ1回ある。この期間の年度別の球場別公式戦開催試合数は以下の通りである（ポストシーズンゲームは含まない）。初代監督の秦真司によると、藤岡総合運動公園市民球場については、当時の藤岡市長が秦と同じ大学のOBだったというよしみで使用料を1日1万円にする便宜を図ってくれたという。
- 太字はその年度の最多開催球場。
- 5試合以上開催したシーズンがある球場は、背景を黄色としている。
- 出典はリーグウェブサイトの公式戦日程[9]。

| 球場名                   | 2008年 | 2009年 | 2010年 | 2011年 | 2012年 | 2013年 | 6年間合計 |
| ------------------------ | ------ | ------ | ------ | ------ | ------ | ------ | --------- |
| 群馬県立敷島公園野球場   | 14     | 4      | 3      | 9      | 16     | 8      | 54        |
| 藤岡総合運動公園市民球場 | 1      | 9      | 10     | 6      | 11     | 6      | 43        |
| 高崎市城南野球場         | 3      | 5      | 11     | 8      | 2      | 7      | 36        |
| 伊勢崎市野球場           | 7      | 7      | 6      | 7      | 3      | 6      | 36        |
| 前橋市民球場             | 3      | 6      | 2      | 3      | 4      | 7      | 25        |
| 太田市運動公園野球場     | 3      | 2      | 1      | 1      | 1      | 2      | 10        |
| 桐生球場                 | 3      | 1      | 1      | 0      | 0      | 0      | 5         |
| 渋川市総合公園野球場     | 0      | 1      | 1      | 1      | 1      | 1      | 5         |
| 本庄総合公園市民球場     | 0      | 1      | 1      | 1      | 0      | 0      | 3         |

2014年からは高崎市城南野球場を本拠地とすることになり、同シーズンからは最多開催球場となっている。これに合わせて前橋市にあった球団本社も、2014年に高崎市に移転した。過去の使用球場のうち、本庄は2012年以降、渋川は2014年以降、藤岡は2015年以降それぞれ開催がない。太田も2015年から2017年まで開催がなかったが、改修工事が完成した2018年は4年ぶりに1試合（巨人3軍との交流戦、8月5日）が実施された。2019年度は城南以外の開催球場は伊勢崎・敷島・前橋市民・太田・桐生である。2020年度の当初日程（新型コロナウイルスの感染拡大による変更前）では前年の球場のうち太田での開催予定がなかった。コロナウイルスに伴う日程変更後の試合は、伊勢崎市野球場の1試合を除いてすべて高崎城南野球場で開催され、それ以外の球場での開催はなかった。2021年の日程（3月9日発表時点）では、公式戦35試合中32試合が城南で、それ以外は伊勢崎が2試合、桐生が1試合となっており、前年に続き前橋市民での開催予定がなく（前年から本年にかけて改修工事中だった）、実際の開催もその3球場であった。2022年は、前橋で3年ぶりに開催された。2023年は、沼田市の利南運動公園野球場（クライムスタジアムぬまた）で初めて公式戦1試合が開催された。また前橋でも引き続き開催された一方、桐生での開催は当初からなかった。2024年は2年ぶりに桐生で1試合が開催された。一方、前橋は当初予定されていた1試合が城南に変更され、開催がなかった。前年開催された利南は当初より予定がなかった（開催球場リストにも非掲載）。
2017年以前には、2011年（2回）、2013年、2014年に合計4回のダブルヘッダーの開催実績があった。2017年まで、リーグで主催ゲームとしてダブルヘッダーを実施したことがある球団は群馬のみだった（2018年に武蔵が実施、2020年は新型コロナウイルスの感染拡大に伴う日程変更で埼玉・神奈川・福島・新潟・富山・石川・福井・滋賀で実施された）。
ポストシーズンゲーム
ポストシーズンゲーム（地区チャンピオンシップ・リーグチャンピオンシップ・グランドチャンピオンシップ）の開催球場は以下の通りである。2014年の本拠地決定以降も複数の球場を併用している。グランドチャンピオンシップについては、2014年以降は本拠地の城南球場ではなくすべて前橋市民球場で開催されている。2017年は、複数の試合を開催した年度としては初めてすべてのポストシーズンゲームを同一の球場（前橋）で実施した。2018年はグランドチャンピオンシップまでの全試合を前橋で開催した。グランドチャンピオンシップまで全試合を同一球場で実施したのは、リーグで石川に次いで2チーム目となる。2021年のプレーオフシリーズは全試合を城南球場で開催した。
| 年度 | 地区チャンピオンシップ プレーオフ準決勝 (2021) | 地区チャンピオンシップ プレーオフ準決勝 (2021) | 地区チャンピオンシップ プレーオフ準決勝 (2021) | リーグチャンピオンシップ プレーオフ決勝 (2021) | リーグチャンピオンシップ プレーオフ決勝 (2021) | リーグチャンピオンシップ プレーオフ決勝 (2021) | グランドチャンピオンシップ | グランドチャンピオンシップ | グランドチャンピオンシップ |
| ---- | ---------------------------------------------- | ---------------------------------------------- | ---------------------------------------------- | ---------------------------------------------- | ---------------------------------------------- | ---------------------------------------------- | -------------------------- | -------------------------- | -------------------------- |
| 2008 | 敷島                                           | -                                              | -                                              | 敷島                                           | 伊勢崎                                         | -                                              | -                          | -                          | -                          |
| 2009 | 藤岡                                           | 伊勢崎                                         | -                                              | 前橋                                           | 伊勢崎                                         | -                                              | 藤岡                       | 敷島                       | -                          |
| 2010 | 前橋                                           | -                                              | -                                              | 敷島                                           | 敷島                                           | -                                              | -                          | -                          | -                          |
| 2011 | 敷島                                           | -                                              | -                                              | -                                              | -                                              | -                                              | -                          | -                          | -                          |
| 2014 | 城南                                           | 前橋                                           | 城南                                           | 城南                                           | 城南                                           | -                                              | 前橋                       | 前橋                       | 前橋                       |
| 2016 | 前橋                                           | -                                              | -                                              | 敷島                                           | 敷島                                           | -                                              | 前橋                       | 前橋                       | 前橋                       |
| 2017 | 前橋                                           | 前橋                                           | -                                              | 前橋                                           | 前橋                                           | 前橋                                           | -                          | -                          | -                          |
| 2018 | 前橋                                           | -                                              | -                                              | 前橋                                           | 前橋                                           | -                                              | 前橋                       | 前橋                       | -                          |
| 2019 | 前橋                                           | -                                              | -                                              | -                                              | -                                              | -                                              | -                          | -                          | -                          |
| 2021 | 城南                                           | 城南                                           | 城南                                           | 城南                                           | 城南                                           | -                                              | -                          | -                          | -                          |

※2018年のリーグチャンピオンシップは、群馬ホームの試合のみを記載（福井ホームの2試合も前橋で実施）。

## 歴史

### 2008年まで
- 2007年6月19日 - 球団設立準備委員会が発足
- 2007年8月20日 - チーム名が「群馬ダイヤモンドペガサス」に決定
- 2008年7月13日 - 2008年前期終了（上信越地区2位）。
- 2008年9月23日 - 上信越地区後期優勝。
- 2008年10月3日 - 新潟との上信越地区チャンピオンシップに2連勝して地区優勝。北陸地区優勝の富山サンダーバーズとの間で争われたリーグチャンピオンシップには0勝3敗で敗退。

### 2009年
- 2009年6月21日 - 上信越地区前期優勝。半期連覇を達成。
- 2009年9月19日 - 上信越地区後期優勝。半期3連覇となる。
- 2009年9月27日 - 新潟との上信越地区チャンピオンシップに勝ち地区優勝。
- 2009年10月11日 - 北陸地区優勝の石川ミリオンスターズとのリーグチャンピオンシップに3勝1敗で勝利し、初のリーグ総合優勝。
- 2009年10月24日 - 四国・九州アイランドリーグ優勝の高知ファイティングドッグスとの間でグランドチャンピオンシップを開催（11月3日まで。2勝3敗で敗退）。

### 2010年
- 2010年5月29日 - 対新潟戦で清水貴之がリーグ史上初となるノーヒットノーランを達成。
- 2010年6月11日 - 2年連続となる上信越地区前期優勝。半期4連覇。
- 2010年7月9日 - フランシスコ・カラバイヨがオリックス・バファローズにシーズン中移籍。球団が初めて送り出したNPB選手となった。国内の独立リーグからNPBへのシーズン中移籍も初のケース。
- 2010年9月28日 - 上信越地区後期優勝。2年連続の前後期制覇を達成し、半期の連覇は5期連続となる。優勝決定は最終戦（対信濃）までもつれ、敗戦の場合は先に日程を終了した新潟と同勝率となり、リーグ規定で直接対戦成績で優位な新潟が優勝する状況であった[53]。
- 2010年10月2日 - 新潟との上信越地区チャンピオンシップに勝ち地区優勝。
- 2010年10月16日 - 石川とのリーグチャンピオンシップに1勝3敗で敗れ、2年連続のグランドチャンピオンシップ進出はならなかった。

### 2011年
- 2011年6月21日 - 優勝マジック1の状態で、マジック対象チームの新潟が信濃に敗れたため、前期優勝決定[54]。半期の連覇は6連覇となる。
- 2011年9月25日 - 後期日程終了[55]。初年度前期以来の3位に終わり、半期の連覇は6でストップした。
- 2011年10月2日 - 新潟との地区チャンピオンシップに0勝2敗で敗退し、地区4連覇はならなかった[56]。
- 2011年10月27日 - 廣神聖哉、清水貴之の2人が2011年のドラフト会議において、球団初のNPBドラフト指名（育成選手）を受けた。
- 2011年10月31日 - 秦真司監督の退任を発表（読売ジャイアンツ一軍バッテリーコーチへ就任）。
- 2011年11月11日 - 新監督に地元群馬県出身の五十嵐章人の監督就任が発表された。

### 2012年
- 2012年7月1日 - 前期終了[57]。リーグタイとなる11連敗を記録するなど低迷し、前年後期に続いて3位であった[58]。
- 2012年9月25日 - 後期終了。主力選手の負傷による離脱などで、前期に続いて3位（最下位）となる[58]

### 2013年
- 2013年3月15日 - 元東北楽天ゴールデンイーグルスの川尻哲郎が投手コーチに就任。
- 2013年10月10日 - 退任する五十嵐監督の後任に、投手コーチの川尻哲郎の就任を発表[59]。

### 2014年
- 2014年2月13日 - 選手兼任コーチとして「NPB」で外国人初の2000本安打を達成したアレックス・ラミレスの入団が発表された。
- 2014年6月28日 - 上信越地区前期優勝。
- 2014年8月12日 - 対信濃戦で堤雅貴がリーグ史上4人目となるノーヒットノーランを達成。
- 2014年10月24日 - 新潟との上信越地区チャンピオンシップに勝ち地区優勝。
- 2014年9月30日 - 北陸地区優勝の石川ミリオンスターズとのリーグチャンピオンシップに3勝2敗で勝利し、2度目のリーグ総合優勝。フランシスコ・カラバイヨがBCリーグ史上初のシーズン30本塁打を達成、打率もトップにたちリーグ初の三冠王に輝いた[60][61][62]。
- 2014年10月4日 - 四国アイランドリーグplus優勝の徳島インディゴソックスとの間でグランドチャンピオンシップを開催（10月13日まで。1勝1分3敗で敗退）。

### 2015年
- 2015年10月29日 - 川尻哲郎監督の退任[63]と、野手コーチの平野謙の監督就任を発表[64]。

### 2016年
- 2016年6月18日 -2年ぶりとなる東地区前期優勝[65]。
- 2016年9月9日 - 東地区の後期優勝を達成し、前後期連覇[66]。前後期連覇は2010年以来6年ぶり。
- 2016年9月16日 - 前橋市民球場でおこなわれた福島との東地区チャンピオンシップ第1戦に9対2で勝利し、2年ぶりとなる東地区優勝を達成[67]。
- 2016年9月25日 - 西地区優勝の石川ミリオンスターズとのリーグチャンピオンシップに3勝1敗で勝利し、3度目のリーグ総合優勝[68]。
- 2016年10月10日 - 四国アイランドリーグplus優勝の愛媛マンダリンパイレーツと対戦したグランドチャンピオンシップに3勝2敗で勝利し、3度目の出場で初優勝を達成[69]。

### 2017年
- 2017年6月13日 - 3期連続となる東地区前期優勝[70]。
- 2017年9月1日 - 東地区後期優勝[71]。前後期連覇は2年連続で、半期としては4期連続となる。
- 2017年9月18日 - 前橋市民球場でおこなわれた福島との東地区チャンピオンシップ第2戦に1対0で勝利し、2年連続6回目の東地区優勝[72]。
- 2017年10月2日 - 信濃グランセローズとのリーグチャンピオンシップに2勝3敗で敗れ、2010年同様、2年連続でのリーグ優勝はならなかった[73]。

### 2018年
- 2018年6月22日 - 5期連続となる東地区前期優勝[74]。
- 2018年9月6日 - 6期連続となる東地区後期優勝[75]。後期の勝率.833は、新潟が2012年後期に記録した.806を上回る、半期勝率のリーグ最高記録となった。
- 2018年9月16日 - 東地区チャンピオンシップで福島ホープスと引き分け、リーグ規定により3年連続の東地区優勝[47]。
- 2018年10月1日 - 福井とのリーグチャンピオンシップを3勝1敗で制し、2年ぶり・4度目のリーグ総合優勝を達成[76]。
- 2018年10月14日 - 四国アイランドリーグplus優勝の香川オリーブガイナーズと対戦したグランドチャンピオンシップを3勝1分で制し、2年ぶり2回目の優勝を達成[77]。

### 2019年
- 2019年6月18日 - 7期連続となる前期優勝[78]。新潟につけられた最大3.5ゲーム差を終盤の11連勝で逆転した[78]。
- 2019年6月25日 - 対信濃戦でアレックス・トーレスがリーグ史上6人目となるノーヒットノーランを達成。
- 2019年9月8日 - 後期日程を終了。栃木・新潟と首位を争い、8月中旬には首位に立ったが[79]、4連敗で栃木に首位を譲り、3位に後退した[80]。そのまま3位でシーズンを終了し[81]、半期の連覇は7でストップした。
- 2019年9月15日 - 後期優勝の栃木ゴールデンブレーブスと対戦した地区チャンピオンシップに0勝2敗で敗退し、地区年間優勝が3連覇で途絶える[82]。
- 2019年9月22日 - ファン感謝デーで監督の平野が今シーズン限りで退任することが明らかになる[83]。球団会長は功績を評価しながらも、「年齢面の制約を感じた。選手と共に動ける40歳前後の指導者を探したい」としている[83]。その後11月12日に平野の退任とシニアディレクターへの就任、ならびに野手コーチの高橋雅裕の退任が正式に発表された[84]。
- 2019年11月15日 - 来シーズンの監督として、徳島前監督の牧野塁の就任が発表された[85]。
- 2019年11月25日 - 来シーズンのコーチとして、西村弥の就任が発表された[86]。

### 2020年
- 2020年6月20日 - 公式戦開幕（ビジターの福島戦）。
- 2020年7月11日 - 今シーズン初の有観客試合を実施（城南球場）[87]。
- 2020年10月11日 - シーズン公式戦を終了。今シーズンは8月に8連敗（引き分け挟む）を喫するなど[88]、同じグループの信濃から引き離され、地区チャンピオンシップ出場を逃した[89]。地区チャンピオンシップに進出できなかったのは5年ぶりとなる。

### 2021年
- 2021年5月11日 - チーム関係者1名が発熱したため、同日予定されていた対信濃戦を中止[90]。当該関係者はPCR検査で陰性の結果が出たため、翌日より活動を再開することになった[91]。
- 2021年6月4日 - 5日と6日に高崎市城南球場で予定されていた対神奈川戦を、神奈川のチーム関係者にPCR検査陽性反応者が3人出たことにより中止すると発表[92]。
- 2021年9月15日 - 3年ぶりとなる中地区優勝が決定[93]。
- 2021年10月4日 - 3年ぶり5回目のリーグ総合優勝を達成[94]。
- 2021年12月29日 - 12月27日に刑事事件を起こして逮捕された選手との契約を前日付けで解除したと発表[95]。

### 2022年
- 2022年9月7日 - シーズン公式戦を終了（3位）[96]。終盤に7連敗を喫して3位が確定し、地区チャンピオンシップへの進出を逃した[97]。当年度は、リーグの中で唯一、予定された全カードを実施した球団となった。
- 2022年11月16日 - 監督の牧野塁が任期満了により退任することを発表[98]。
- 2022年11月22日 - 来シーズンの監督として、元西武ライオンズ選手の鈴木哲の就任を発表[99]。
- 2022年12月7日 - 野手コーチとして元西武守備コーチの岡村隆則の就任を発表[100]。

### 2023年
- 2023年8月19日 - 選手の井野口祐介がリーグ史上初の通算1000本安打を達成[101]。
- 2023年9月3日 -シーズン公式戦を終了、北地区最下位に終わる[102]。
- 2023年10月30日 - 監督の鈴木の退任を発表[103]。
- 2023年10月31日 - 「他団体との申し合わせ事項に抵触する行為」により、リーグより「来シーズンのキャンプインから2週間の活動停止」「来シーズンに向けた新入団選手獲得活動の一部禁止」「編成責任者の変更」および罰金の罰則を科されたことが発表される[104]。
- 2023年11月1日 - 来シーズンの監督として、2019年までコーチを務めた高橋雅裕の就任を発表[105]。

### 2024年
- 2024年1月11日 - 投手コーチとして、前YKSホワイトキングス監督の澤﨑俊和の就任を発表[106]。
- 2024年9月3日 - リーグ戦3位が確定し、リーグプレーオフ（グランドチャンピオンシップ出場チームの選抜戦）への出場が決定した[107]。
- 2024年9月8日 - リーグ戦2位の信濃と対戦したリーグプレーオフ（グランドチャンピオンシップ出場チームの選抜戦）ファーストラウンドBブロックに、1勝2敗で敗退[108]。
- 2024年10月4日 - 投手コーチの澤﨑の退任を発表[109]。
- 2024年12月3日 - 来シーズンの投手コーチとして、元横浜DeNAベイスターズ選手の岡島秀樹の就任を発表[110]。

## 成績

### シーズン
| 年度 | 期 | 監督       | 順位 | 試合 | 勝利 | 敗戦 | 引分 | 勝率 | ゲーム差 | 打率        | 防御率      | 本塁打   |
| ---- | -- | ---------- | ---- | ---- | ---- | ---- | ---- | ---- | -------- | ----------- | ----------- | -------- |
| 2008 | 前 | 秦真司     | 3    | 36   | 19   | 15   | 2    | .559 | 1.0      | .272(1位)   | 2.90(5位)   | 25(1位)  |
| 2008 | 後 | 秦真司     | 1    | 36   | 18   | 9    | 9    | .667 | ※5.5     | .272(1位)   | 2.90(5位)   | 25(1位)  |
| 2009 | 前 | 秦真司     | 1    | 36   | 20   | 14   | 2    | .588 | ※5.0     | .269(1位)   | 2.30(1位)   | 38(2位)  |
| 2009 | 後 | 秦真司     | 1    | 36   | 22   | 13   | 1    | .629 | ※4.0     | .269(1位)   | 2.30(1位)   | 38(2位)  |
| 2010 | 前 | 秦真司     | 1    | 36   | 25   | 8    | 3    | .758 | ※12.0    | .297(1位)   | 2.88(2位)   | 37(1位)  |
| 2010 | 後 | 秦真司     | 1    | 36   | 19   | 15   | 2    | .559 | ※1.0     | .297(1位)   | 2.88(2位)   | 37(1位)  |
| 2011 | 前 | 秦真司     | 1    | 36   | 21   | 9    | 6    | .700 | ※5.0     | .264(2位)   | 3.17(3位)   | 34(2位)  |
| 2011 | 後 | 秦真司     | 3    | 36   | 14   | 18   | 4    | .438 | 5.0      | .264(2位)   | 3.17(3位)   | 34(2位)  |
| 2012 | 前 | 五十嵐章人 | 3    | 36   | 12   | 23   | 1    | .343 | 9.5      | .231(6位)   | 3.64(5位)   | 27(2位)  |
| 2012 | 後 | 五十嵐章人 | 3    | 36   | 13   | 22   | 1    | .371 | 15.5     | .231(6位)   | 3.64(5位)   | 27(2位)  |
| 2013 | 前 | 五十嵐章人 | 2    | 36   | 16   | 18   | 2    | .471 | 9.5      | .254(6位)   | 3.60(5位)   | 45(1位)  |
| 2013 | 後 | 五十嵐章人 | 3    | 36   | 15   | 19   | 2    | .441 | 11.5     | .254(6位)   | 3.60(5位)   | 45(1位)  |
| 2014 | 前 | 川尻哲郎   | 1    | 36   | 22   | 11   | 3    | .667 | ※2.0     | .298(1位)   | 4.54(5位)   | 83(1位)  |
| 2014 | 後 | 川尻哲郎   | 3    | 36   | 15   | 17   | 4    | .469 | 7.5      | .298(1位)   | 4.54(5位)   | 83(1位)  |
| 2015 | 前 | 川尻哲郎   | 3    | 37   | 16   | 17   | 4    | .485 | 6.5      | .272(3位)   | 4.53(7位)   | 34(1位)  |
| 2015 | 後 | 川尻哲郎   | 3    | 36   | 15   | 18   | 3    | .455 | 5.0      | .272(3位)   | 4.53(7位)   | 34(1位)  |
| 2016 | 前 | 平野謙     | 1    | 36   | 19   | 16   | 1    | .543 | ※2.0     | .274(3位)   | 3.17(1位)   | 62(1位)  |
| 2016 | 後 | 平野謙     | 1    | 36   | 23   | 11   | 2    | .676 | ※4.5     | .274(3位)   | 3.17(1位)   | 62(1位)  |
| 2017 | 前 | 平野謙     | 1    | 35   | 19   | 11   | 5    | .633 | ※3.0     | .282(4位)   | 4.03(5位)   | 73(1位)  |
| 2017 | 後 | 平野謙     | 1    | 36   | 23   | 10   | 3    | .697 | ※3.5     | .282(4位)   | 4.03(5位)   | 73(1位)  |
| 2018 | 前 | 平野謙     | 1    | 35   | 21   | 11   | 3    | .656 | ※1.0     | .311(1位)   | 3.45(1位)   | 91(1位)  |
| 2018 | 後 | 平野謙     | 1    | 35   | 25   | 5    | 5    | .833 | ※5.0     | .311(1位)   | 3.45(1位)   | 91(1位)  |
| 2019 | 前 | 平野謙     | 1    | 34   | 24   | 8    | 2    | .750 | ※1.5     | .302(1位)   | 3.70(5位)   | 73(1位)  |
| 2019 | 後 | 平野謙     | 3    | 36   | 21   | 13   | 2    | .618 | 2.5      | .302(1位)   | 3.70(5位)   | 73(1位)  |
| 2020 | 全 | 牧野塁     | 2    | 60   | 20   | 30   | 10   | .400 | 17.0     | .268(8位)   | 4.59(8位)   | 28(6位)  |
| 2021 | 全 | 牧野塁     | 1    | 67   | 39   | 19   | 9    | .672 | ※2.0     | .297(3位)   | 3.86(3位)   | 48(2位)  |
| 2022 | 全 | 牧野塁     | 3    | 65   | 29   | 30   | 6    | .492 | 8.5      | .261(6位)   | 3.49(3位)   | 34(3位)  |
| 2023 | 全 | 鈴木哲     | 4    | 63   | 24   | 38   | 1    | .387 | 23.5     | .274(7位)   | 4.59(6位)   | 35(5位)  |
| 2024 | 全 | 高橋雅裕   | 3    | 54   | 32   | 21   | 1    | .604 | 2.0      | .291（1位） | 3.76（2位） | 10(7位） |

- 順位は2024年を除き地区（2014年度までは上信越地区、2015年 - 2019年は東地区、2021年は中地区、2020年は中地区グループD、2022年 - 2023年は北地区）での順位、打率・防御率・本塁打はリーグ総合での順位。
- 優勝した期のゲーム差は※をつけて2位とのゲーム差を掲載。
- 金地はリーグ優勝、銀地は地区優勝。
- 2021年は日程の打ち切り等により、予定された3試合を未消化でシーズンを終了した。このほか、2試合が開催できずに引分扱いとなっている[111]。
- 2024年は、ソフトバンク3軍と西武3軍との交流戦各1試合が中止となり、未消化でシーズンを終了した。

### 地区チャンピオンシップ
※2014年のみ全5戦（3勝）制、それ以外は全3戦（2勝）制。
- 2008年 - 地区年間優勝（2勝0敗：対戦は新潟）
- 2009年 - 地区年間優勝（1勝1分：対戦は新潟。前後期制覇のため1勝で優勝）
- 2010年 - 地区年間優勝（1勝0敗：対戦は新潟。前後期制覇のため1勝で優勝）
- 2011年 - 0勝2敗（対戦は新潟）
- 2013年 - 0勝1敗（対戦は新潟。新潟は前後期制覇のため1勝で優勝）
- 2014年 - 地区年間優勝（3勝2敗1分：対戦は新潟）
- 2016年 - 地区年間優勝(1勝0敗：対戦は福島。前後期制覇のため1勝で優勝）
- 2017年 - 地区年間優勝(1勝1敗：対戦は福島。前後期制覇のため1勝で優勝）
- 2018年 - 地区年間優勝（0勝1分：対戦は福島。前後期制覇のため1分で優勝）
- 2019年 - 0勝2敗（対戦は栃木）

### リーグチャンピオンシップ
2018年以前は全5戦（3勝）制、2021年は4チームによるトーナメント。
- 2008年 - 0勝3敗（対戦は富山）
- 2009年 - 総合優勝（3勝1敗：対戦は石川）
- 2010年 - 1勝3敗（対戦は石川）
- 2014年 - 総合優勝（3勝2敗：対戦は石川）
- 2016年 - 総合優勝（3勝1敗：対戦は石川）
- 2017年 - 2勝3敗（対戦は信濃）
- 2018年 - 総合優勝（3勝1敗：対戦は福井）
- 2021年 - 総合優勝

### リーグプレーオフ
グランドチャンピオンシップ出場チームの選抜戦で4チームによる複数試合制トーナメント。
- 2024年 - ファーストラウンド敗退（対戦は信濃、1勝2敗）

### グランドチャンピオンシップ
- 2009年 - 2勝3敗（対戦は高知）
- 2014年 - 1勝3敗1分（対戦は徳島）
- 2016年 - 優勝（3勝2敗：対戦は愛媛）
- 2018年 - 優勝（3勝1分：対戦は香川）

## チームスタッフ
選手・指導者については群馬ダイヤモンドペガサスの選手一覧を参照。
- メディカル・ストレングス&コンディショニングディレクター：里隆文
- トレーナー兼サブマネージャー：安藤浩貴
- サブトレーナー：加藤大亜

## マスコットキャラクター
白い天馬の「球馬（きゅうま）」、黒い天馬の「雷馬（らいま）」の2頭。
いずれも公募により名称が決定された。設定として、球馬は「癒やし系」、雷馬は「元気で活発、いたずら好き」の性格とされている。
着ぐるみも制作されて発足当時はホームゲームに出ていた。諸般の事情で球馬は登場休止、雷馬も登場頻度が激減している。

## 応援スタイル
伊勢崎球場ではローカルルールにより、鳴り物を使用した応援が禁止されている。

## 屋内練習場計画
2022年5月、翌年春竣工を目標に高崎市内に屋内練習場を整備する計画であると報じられた。現状、雨天時などは外部の施設を借りて練習を実施しているが、新型コロナウイルス感染症流行以降はそれが困難となりつつあることから独自拠点の保有に踏み切り、完成後は中学生硬式野球や女子野球チームを創設してダイヤモンドペガサスとともに使用するほか、野球以外のスポーツやイベントでの使用も想定している。